# Wenzel Gährich
Wenzel Gährich (* 16. September 1794 in Zerwitz, Böhmen; † 15. September 1864 in Berlin) war ein deutscher Violinist, Dirigent und Komponist.

## Leben
Der Sohn unbemittelter Eltern besuchte bis zum 12. Lebensjahr die Schule in seiner Geburtsstadt, an der er auch Gesang- und Instrumentalunterricht (Violine) erhielt. Ab 1806 besuchte er das Gymnasium der Piaristen in Prag und wurde im Alter von 16 Jahren im Rechnungswesen des Eisenbergbaus angestellt. Drei Jahre später begab er sich nach Leipzig, um Jura zu studieren. Zur Finanzierung gab er Musikunterricht und wurde schließlich Violinist beim Leipziger Theaterorchester. Um 1825 wurde er als Kammermusiker und Violinist beim kgl. Orchester in Berlin angestellt und wechselte hier zur Bratsche. 1832 wurde er Symphonie-Dirigent, 1845 Ballett-Dirigent an der Königlichen Oper. In den 1840er Jahren leitete er außerdem die Philharmonische Gesellschaft zu Potsdam.
Bereits 1818 veröffentlichte er eine Sammlung von Tänzen für Pianoforte zu vier Händen; ab 1832 folgten Symphonien und Kompositionen für das Ballett (insbesondere für François Michel Hoguet und Paul Taglioni), daneben entstanden auch Lieder, weitere Tänze und Märsche, Kammermusiken, Operettenmelodien, Kirchenmusiken und vieles mehr. Zwei von ihm komponierte Opern (Singspiele) werden lediglich als Manuskripte erwähnt. Die Ouverure zum Singspiel „Die Creolin“ wurde im Rahmen eines Konzertes 1841 in Berlin aufgeführt und positiv beurteilt. Großen Anklang fanden Gährichs Vaudeville-Musiken anlässlich ihrer wiederholten Aufführungen im Königstädter Theater Berlin.
Wenzel Gährichs Sohn Georg war ein Schüler von Wilhelm Taubert in Berlin. Er trat als Pianist, Bratschist und Sänger (Bassist) auf und wurde 1843 als Kammermusikus bei der kgl. Kapelle in Berlin angestellt.

## Werke (Auswahl)

### Opern (Singspiele)
- Die Creolin; ca. 1840; Manuskript (Ouverture 1841 in Berlin im Rahmen eines Konzerts aufgeführt).[4]
- Der Freibeuter; ca. 1840; Manuskript; Text von G. A. Becker.[5]

### Ballettmusiken
- Der Seeräuber nach Lord Byrons The Corsair (Choreographie: Paul Taglioni), UA: 18. September 1838, Berlin
- Don Quixote (Choreographie: Paul Taglioni), UA: 19. März 1839, Berlin
- Die Insel der Liebe, oder: Das unausführbare Gesetz (Choreographie: Paul Taglioni), UA: 2. März 1844, Berlin
- Der verliebte Dorfschneider, Divertissement; Text: Toni Stullmüller,[6] UA: 6. Juni 1844, Berlin
- Die unterbrochene Hochzeit (Choreographie: François Michel Hoguet), UA: 10. September 1845, Berlin
- Der türkische Arzt (Choreographie: François Michel Hoguet), UA: 8. Dezember 1846, Berlin
- Paul und Virginie (Choreographie: François Michel Hoguet, nach Pierre Gardel), UA: 13. März 1848, Berlin
- Aladin, oder Die Wunderlampe (Choreographie: François Michel Hoguet), UA: 19. März 1854, Berlin
- Die Weiberkur (Choreographie: Adolphe Adam)
- Harlekin auf dem Weihnachtsmarkt, Kinderballett

### Vaudeville-Musiken
- Einmalhunderttausend Thaler, Posse mit Gesang (Text: David Kalisch), Berlin 1848, UA: 23. Dezember 1847
- Herr Caroline, Vaudeville-Posse in 1 Abteilung von David Kalisch, teils komponiert, teils arrangiert; UA: 26. Oktober 1847, Königstädter Theater Berlin
- Baron Schultze, Berliner Vaudeville-Posse in 1 Abteilung von David Kalisch; UA: Hamburg, unter dem Titel „Ein Landstand“; 25. November 1847, Königstädter Theater Berlin (Ein Landstand (Textbuch: A. Heinrich v. H. Michaelson), [Berlin] o. J.)

### Tänze und Märsche
- Das Übungslager zu Adrianopel, unter Gährichs Leitung von 100 Musikern aufgeführt: Kroll‘scher Wintergarten Berlin, August 1844[7]

### Instrumentalkompositionen
- Sinfonie Nr. 1 für großes Orchester in Es-Dur, op. 1. Breitkopf & Härtl, Leipzig
- Concertino für Viola und Orchester in g-Moll, op. 2. Breitkopf & Härtl, Leipzig 1831
- Sinfonie Nr. 2 für  Orchester und Pianoforte in D-Dur, op. 3. Breitkopf & Härtl, Leipzig 1831
- Rondo und Variationen, [Klarinetten-]Duo, um 1841

### Kirchenmusik
- Der 122. Psalm
- Fürchte dich nicht, Motette für Sopran, Alt, Tenor und Bass (Text: Jesaja 43,1)
- Gebet: Vater unser, der du bist die Liebe, für 2 Tenöre und 2 Bässe; UA: Garnisonkirche Berlin
- Salvum fac Regem, für 4 Männerstimmen. Kressner, Frankfurt an der Oder 1856
- Preis und Dank dem Herrn, von H. Liesen, für Tenor und Bass mit Begleitung der obl. Bassposaune. 18. Juni 1839, Werder‘sche Kirche Berlin

### Kantaten und Lieder
- Festkantate für Männerstimmen, Solo, Chor und Orchester, zur 100-jährigen Stiftungs-Feier der Loge zu den drei Weltkugeln zu Berlin 1840
- Kantate zur Apotheose König Friedrich Wilhelms III., Philharmonische Gesellschaft zu Potsdam, 1843, Leitung: W. Gährich
- Jubelkantate zum siebzehnten August achtzehnhundertfuenfundfuenfzig, [Berlin] 1855
- Tafellied zum siebzehnten August achtzehnhundertfuenfundfuenfzig, [Berlin] 1855